# أسيد بن حضير
أُسَيْد بن حُضَيْر الأوسي صحابي، وكان زعيما للأوس في المدينة قبل إسلامه، وورث عن أبيه مكانته، حيث كان واحدا من كبار أشراف العرب في الجاهلية ومن مقاتليهم الأشداء وقد ورث المكارم كابرا عن كابر وكان صاحب فكر صاف وشخصية مستقيمة قوية وناصعة ورأي ثاقب وقد ذكر بعض المفسرين أنه كان سببُا في نزول آية التيمم. توفي عام (20هـ - 641م).

## نسبه
- أبوه: حضير بن سماك بن عتيك بن امرئ القيس بن زيد بن عبد الأشهل بن جشم بن الحارث بن الخزرج بن عمرو بن مالك بن الأَوس بن حارثة بن ثعلبة بن عمرو بن عامر بن حارثة بن ثعلبة بن غسان بن الأزد بن الغوث بن نبت بن مالك بن زيد بن كهلان بن سبأ بن يشجب بن يعرب بن قحطان، الأشهلي الأوسي.[5]
- أمه: أم أسيد بنت السكن.

يكنى أبا يحيى وأبا عتيك، وكان أبوه حضير فارس الأوس ورئيسهم يوم بُعاث.

## إسلامه
روى سعيد بن وهف القحطاني: في ما كان مصعب بن عمير يدعو أهل المدينة إلى الإسلام خرج أسعد بن زرارة يومًا إلى دار بني عبد الأشهل ودار بني ظفر، فدخل به حائط بني ظفر على بئر يقال لها: بئر مرق، فجلسا في الحائط، واجتمع إليهما رجال ممن أسلم، فسمع بهما أسيد بن حضير، وسعد بن معاذ، وهما يومئذٍ سيدا بني عبد الأشهل، وكانا مشركين، فقال سعد لأسيد: «اذهب إلى هذين الرجلين اللذين قد أتيا دارينا، ليسفها ضعفاءنا فازجرهما وانههما عن أن يأتيا دارينا، فإن أسعد بن زرارة ابن خالتي، ولولا ذلك لكفيتك هذا» فأخذ أسيد حربته، وأقبل إليهما، فلما رآه أسعد قال لمصعب: «هذا سيد قومه قد جاءك فاصدق الله فيه» فقال مصعب: «إن يجلس أكلمه، وجاء أسيد فوقف عليهما متشتما، فقال: ما جاء بكما إلينا، تسفهان ضعفاءنا؟ اعتزلانا إن كانت لكما بأنفسكما حاجة» فقال له مصعب: «أوَ تجلس فتسمع، فإن رضيت أمراً قبلته، وإن كرهته كف عنك ما تكره؟» فقال: «أنصفت» ثم ركز حربته، وجلس إليهما، فكلمه مصعب بالإسلام، وقرأ عليه القرآن، فقالا: «والله لعرفنا في وجهه الإسلام قبل أن يتكلم، في إشراقه وتسهله» ثم قال: «ما أحسن هذا الكلام وأجمله! كيف تصنعون إذا أردتم أن تدخلوا هذا الدين؟» قالا له: «تغتسل، وتطهر ثيابك، ثم تشهد شهادة الحق، ثم تصلي» فقام واغتسل وطهر ثوبيه، وتشهد شهادة الحق، ثم قام فركع ركعتين، ثم قال لهما: «إن ورائي رجلاً إن يتبعكما لم يتخلف عنه أحد من قومه، وسأرسله إليكما الآن، وهو سعد بن معاذ»
ثم أخذ حربته وانصرف إلى سعد وقومه وهم في ناديهم، فلما نظر إليه سعد بن معاذ مقبلا قال: «أحلف بالله لقد جاءكم أسيد بغير الوجه الذي ذهب به من عندكم» فلما وقف على النادي قال له سعد: «وما فعلت؟» قال: «كلمت الرجلين، فوالله ما رأيت بهما بأسا، وقد نهيتهما فقالا: نفعل ما أحببت» واحتال أسيد على سعد من أجل أن يذهب إلى مصعب؛ لكي يحدث له ما حدث له، فقام سعد بن معاذ مغضبا وأخذ الحربة، فلما رآهما مطمئنين عرف أن أسيداً إنما أراد أن يسمع منهما، فوقف متشتما لهما، ثم قال لأسعد بن زرارة: «يا أبا أمامة، والله لولا ما بيني وبينك من القرابة ما رمت هذا مني، أتغشانا في دارنا بما نكره؟ وقد قال أسعد بن زرارة لمصعب: جاءك والله سيد من وراءه من قومه، إن يتبعك ما تخلف عنك منهم اثنان»
قال مصعب لسعد: «أوَ تقعد فتسمع، فإن رضيت أمرا ورغبت فيه قبلته، وإن كرهته عزلنا عنك ما تكره» قال سعد: «أنصفت» ثم ركز الحربة وجلس، فعرض عليه الإسلام، وقرأ عليه القرآن. قالا: فعرفنا والله في وجهه الإسلام قبل أن يتكلم؛ لإشراقه وتسهله، ثم قال لهما: كيف تصنعون إذا أنتم أسلمتم ودخلتم في هذا الدين؟ قالا: تغتسل وتطهر ثوبيك، ثم تشهد شهادة الحق، ثم تصلي ركعتين، فقام فاغتسل وطهر ثوبيه، وشهد شهادة الحق، ثم ركع ركعتين، ثم أخذ حربته فأقبل عائدا إلى نادي قومه ومعه أسيد بن حضير، فلما رآه قومه مقبلا قالوا: نحلف بالله لقد رجع إليكم سعد بغير الوجه الذي ذهب به من عندكم، فلما وقف عليهم قال: «يا بني عبد الأشهل، كيف تعلمون أمري فيكم؟» قالوا: سيدنا وأفضلنا رأياً، وأيمننا نقيبة، قال: «فإن كلام رجالكم ونسائكم علي حرام حتى تؤمنوا بالله ورسوله» قالوا: فوالله ما أمسى في دار بني عبد الأشهل رجل ولا امرأة إلا مسلمًا أو مسلمةً.

## مواقفه

### موقفه فيالسقيفة
في يوم السقيفة، إثر وفاة رسول الله حيث أعلن فريق من الأنصار، وعلى رأسهم سعد بن عبادة أحقيتهم بالخلافة، وطال الحوار، واحتدمت المناقشة، فكان موقف أسيد - وهو زعيم أنصاري كبير - فعالًا في حسم الموقف، وكانت كلماته كفلق الصبح في تحديد الاتجاه، فقد وقف مخاطباً فريق الأنصار من قومه: «تعلمون أن رسول الله صلى الله عليه وسلم كان من المهاجرين فخليفته إذًا ينبغي أن يكون من المهاجرين، ولقد كنا أنصار رسول الله، وعلينا اليوم أن نكون أنصار خليفته».

### موقفه تجاهعبد الله بن أبي ابن سلول
في غزوة بني المصطلق تحركت مغايظ عبد الله بن أبيّ فقال لمن حوله من أهل المدينة: «لقد أحللتمومهم بلادكم، وقاسمتموهم أموالكم، أما والله لو أمسكتم عنهم ما بأيديكم لتحوّلوا إلى غير دياركم، أما والله لئن رجعنا إلى المدينة ليخرجنّ الأعز منها الأذل»
سمع الصحابي الجليل زيد بن الأرقم هذه الكلمات، فأخبر رسول الله ﷺ فتألم كثيرًا، فقابله أسيد بن حضير فقال له النبي : «أوما بلغك ما قال صاحبكم؟» قال أسيد: «وأيّ صاحب يا رسول الله؟» قال الرسول: «عبد الله بن أبيّ» قال أسيد: «وماذا قال؟» قال الرسول: «زعم أنه إن رجع إلى المدينة ليخرجنّ الأعز منها الأذل» قال أسيد: : فأنت والله، يا رسول الله، تخرجه منها إن شاء الله، هو والله، الذليل، وأنت العزيز ثم قال أسيد: «يا رسول الله ، لقد جاءنا الله بك وإن قومه لينظمون له الخرز ليتوّجوه على المدينة ملكا، فهو يرى أن الإسلام قد سلبه ملكاً».

## صفاته ومناقبه

### نزولالملائكة
قال أبو سعيد الخدري: كان من أحسن الناس صوتا بالقرآن، قال أسيد: قرأت ليلة سورة البقرة، وفرس لي مربوط، ويحيى ابني مضطجع قريب مني وهو غلام، فجالت الفرس، فقمت، وليس لي هم إلا ابني، ثم قرأت، فجالت الفرس، فقمت وليس لي هم إلا ابني، ثم قرأت فجالت الفرس، فرفعت رأسي، فإذا شيء كهيئة الظلة في مثل المصابيح، مقبل من السماء فهالني، فسكت، فلما أصبحت غدوت على رسول الله صلى الله عليه وسلم فأخبرته، فقال: اقرأ يا أبا يحيى، فقلت: قد قرأت، فجالت فقمت ليس هم لي إلا ابني، فقال لي: اقرأ يا أبا يحيى، فقلت: قد قرأت فجالت الفرس، فقال: اقرأ أبا حضير، فقلت: قد قرأت فرفعت رأسي، فإذا كهيئة الظلة فيها المصابيح فهالني، فقال: تلك الملائكة دنوا لصوتك، ولو قرأت حتى تصبح لأصبح الناس ينظرون إليهم.

### ثناء النبيﷺعليه
وعن أبي هريرة، أن النبي ﷺ قال: «نعم الرجل أبو عبيدة بن الجراح، نعم الرجل معاذ بن جبل، نعم الرجل أسيد بن حضير، نعم الرجل معاذ بن عمرو بن الجموح.»

## روايته للحديث
روى البخاري بسنده عن أسيد بن حضير أن رجلاً من الأنصار قال: يا رسول الله، ألا تستعملني كما استعملت فلانًا. قال: «ستلقون بعدي أثرة ، فاصبروا حتى تلقوني على الحوض».
حديث آخر شبيه للحديث الذي قبله: عن أنس قال: جاء أسيد بن حضير إلى النبي وقد كان قسم طعامًا، فذكر له أهل بيت من الأنصار من بني ظفر فيهم حاجة، وجُلّ أهل ذلك البيت نسوة، فقال له النبي: «تركتنا يا أسيد حتى ذهب ما في أيدينا، فإذا سمعت بشيء قد جاءنا فاذكر لي أهل ذلك البيت». فجاءه بعد ذلك طعام من خيبر شعير أو تمر، فقسّم رسول الله في الناس وقسم في الأنصار فأجزل، وقسم في أهل البيت فأجزل. فقال أسيد بن حضير متشكرًا: «جزاك الله أي نبي الله أطيب الجزاء». فقال النبي: «وأنتم معشر الأنصار، فجزاكم الله أطيب الجزاء؛ فإنكم ما علمت أعفة صُبُر، وسترون بعدي أثرة في الأمر والقسم، فاصبروا حتى تروني عند الحوض»
عن أبي سعيد الخدري وابن الهاد، عن محمد بن إبراهيم، عن أسيد بن حضير أن النبي قال له: «اقرأ يا أسيد، فقد أوتيت مزمارًا من مزامير آل داود».
عن أسيد بن حضير قال: بينما هو يحدّث القوم وكان فيه مزاح، بَيْنَا يضحكهم، فطعنه النبي في خاصرته بعود، فقال: أَصْبِرْنِي (أَي أنه يريد القصاص؛ كما ضربه النبي يريد هو أيضاً يريد ضربه-مزاحاً-). فقال: «اِصْطَبِرْ» (أي خذ القصاص). قال: إن عليك قميصًا وليس عليَّ قميص، فرفع النبي عن قميصه، فاحتضنه وجعل يقبّل كشحه (الكشح هو ما بين الخاصرة إلى الضلع الخلفي)، قال: «إنما أردت هذا يا رسول الله».

## وفاته
توفي أسيد بن حضير في شعبان سنة عشرين، وحمل عمر بن الخطاب  السرير حتى وضعه بالبقيع، وصلى عليه، وأوصى إلى عمر، فنظر عمر في وصيته، فوجد عليه أربعة آلاف دينار، فباع ثمر نخلة أربع سنين بأربعة آلاف، وقضى دَينه.

## وصلات خارجية
إسلام سعد بن معاذ وأسيد بن حضير من موقع الإسلام